# Mannerheim
Mannerheim är en adelsätt som invandrade till Sverige omkring 1640, sannolikt från Nederländerna eller Tyskland. Den har upphöjts till grevlig, friherrlig och adlig värdighet i Sverige och Finland. Ätten introducerads första gången på Riddarhuset i Stockholm år 1693, den immatrikulerades 1818 på Riddarhuset i Helsingfors. Bland framstående ättemedlemmar märks den finländske fältmarskalken Gustaf Mannerheim som åren 1944–1946 var Republiken Finlands president. Ätten är sedan 2015 utslocknad i Finland.

## Historik
Stamfader för ätten är Henrik Hinrich Marhein (1618–1667), som flyttade till Valbo socken i Gästrikland och vann burskap i Gävle 1651. Han var delägare av och drev Tolvfors bruk, och var därtill förste bokhållare för Palmstruchska banken. Hans son Augustin Marhein (1654–1732) adlades 1693 på namnet Mannerheim. En gren flyttade till Finland, av vilka presidenten Gustaf Mannerheim är den mest namnkunnige. Mannerheim instiftade medaljen Mannerheimkorset under fortsättningskriget, vilken är Finlands högsta militära utmärkelse.
Medlemmar ur ätten återvann representationsrätt på Riddarhuset i Stockholm på 1940- och 1950-talet.

## Några personer ur ätten
- Henning Marhein, medborgarskap i Hamburg från 1607[3]
  - Henrik Marhein (1618–1667), brukspatron, bokhållare
    - Augustin Marhein (1654–1732), godsarrendator, ledamot av exekutionskommissionen, adlad 1693 med namnet Mannerheim
      - Gustaf Henrik Mannerheim (1695–1777), generalmajor, friherre från 1768
      - Johan Augustin Mannerheim (1706–1778), överste, friherre från 1768
        - Lars August Mannerheim (1749–1835), svensk friherre, politiker och justitieombudsman 1809–1823
        - Carl Erik Mannerheim (1759–1837), vice ordförande för senatens ekonomiedepartement 1822–1826, greve 1824
          - Carl Gustaf Mannerheim (1797–1854), greve, president i Viborgs hovrätt
            - Anna Maria Mannerheim (1840–1924), gift med Adolf Erik Nordenskiöld (1832–1901)
            - Carl Robert Mannerheim (1835–1914), gift med Hedvig Charlotta Helena von Julin (1842–1881)
              - Sophie Mannerheim (1863–1928), sjuksköterska, gift 1896–1899 med Hjalmar Linder (1862–1921)
              - Carl Mannerheim (1865–1915), greve, bankdirektör, gift med sångaren Aina Mannerheim (1869–1964)
              - Gustaf Mannerheim (1867–1951), finländsk fältmarskalk, Finlands president 1944–1946
              - Johan Mannerheim (1868–1934), friherre, industriman
                - Augustin Mannerheim (1915–2011), svensk skald och godsägare, gift med Brita Mannerheim (1916–2011)

              - Eva Mannerheim-Sparre (1870–1958), grevinna, finländsk-svensk författare och konstnär, gift med Louis Sparre (1863–1964)

## Vapen

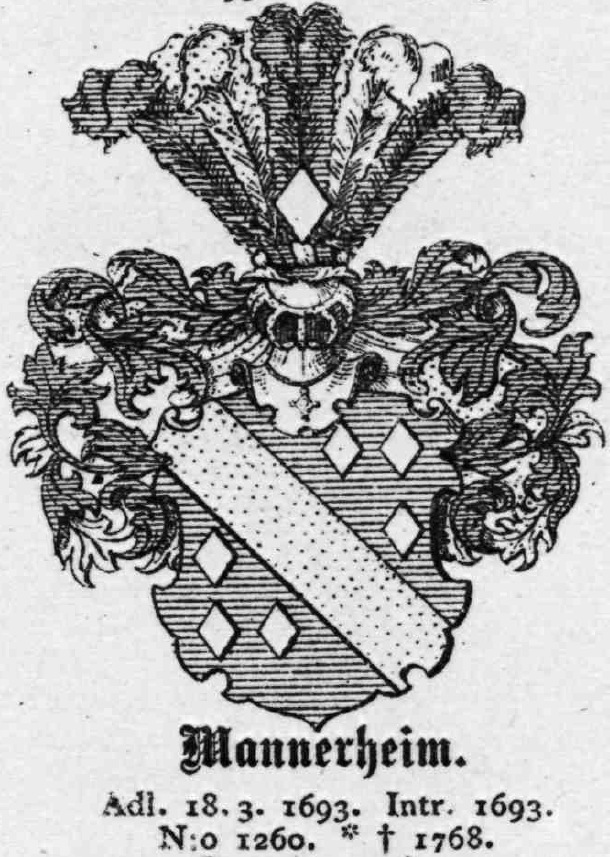
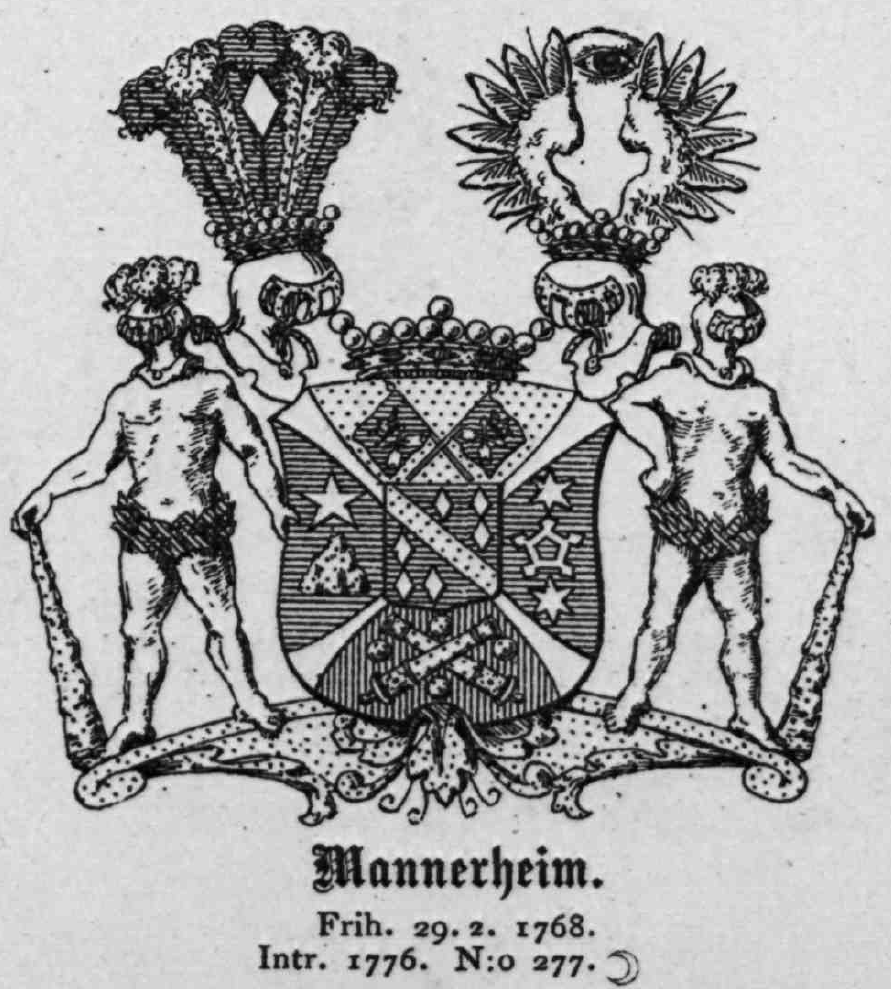
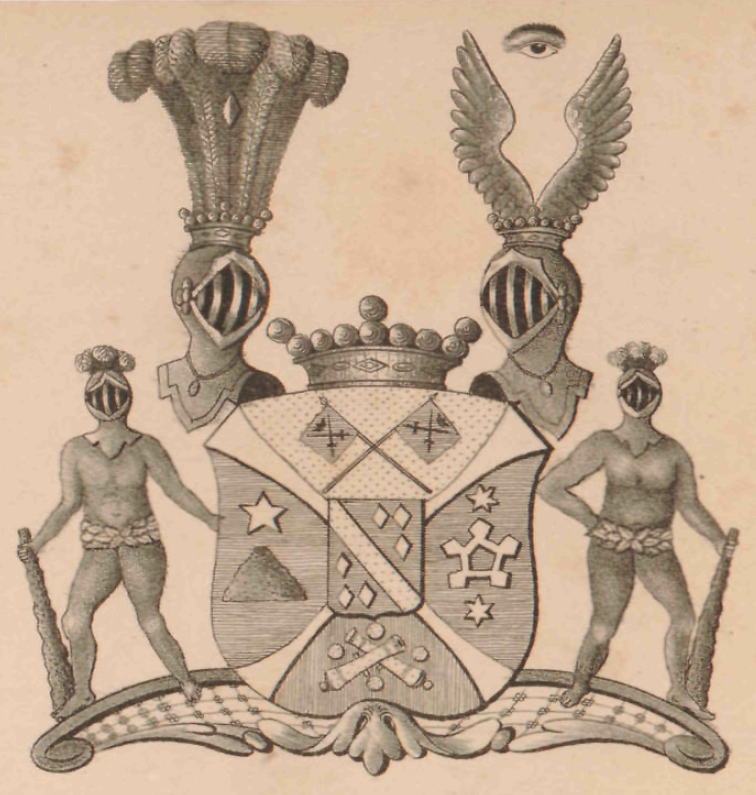
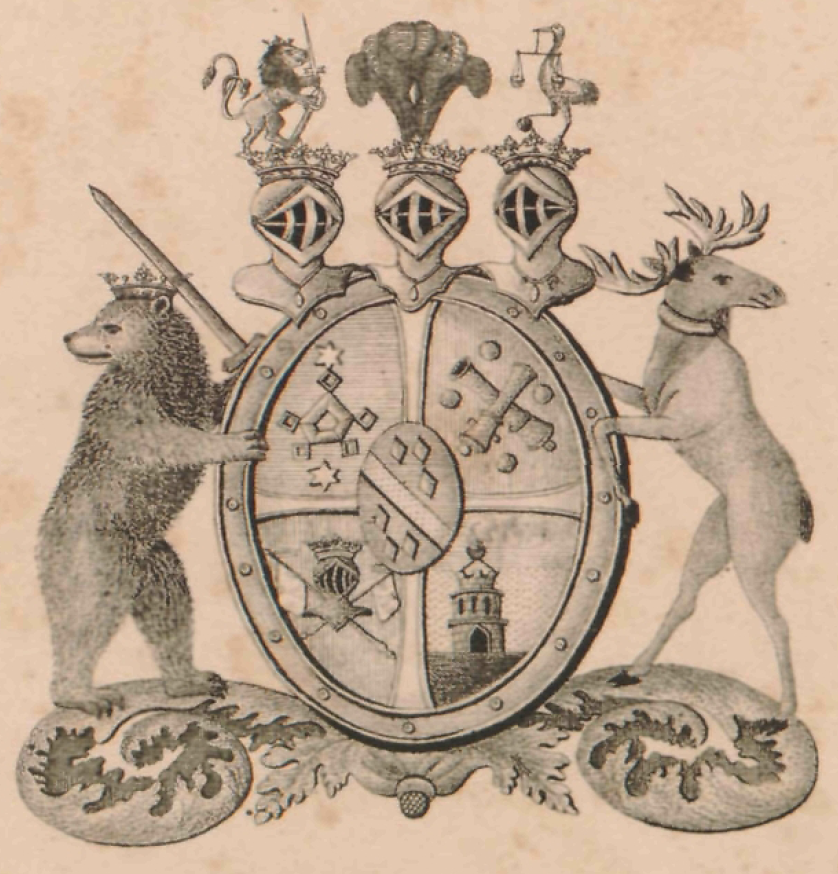